# Xavier Riddle and the Secret Museum
Xavier et les Mystères du Musée Secret est une série télévisée d'animation américaine diffusée depuis le 31 décembre 2023 sur le réseau PBS Kids en anglais et Ludikids en français.
Cette série est inédite dans tous les pays francophones.

## Synopsis
La série implique Xavier Riddle avec sa sœur Yadina Riddle et son ami Brad. Ils se rendent au musée secret pour voyager dans le temps et aider des héros historiques.

## Titres internationaux
- /  Anglais : Xavier Riddle and the Secret Museum